# Raymix
Edmundo Gómez Moreno (San José El Vidrio, Estado de México; 17 de febrero de 1991), conocido como Raymix, es un cantante y compositor mexicano. Se especializa en los géneros de música electrocumbia y trance. Apodado como El rey de la electrocumbia, comenzó su carrera musical a principios de la década de 2010, cuando se unió a un proyecto de trance llamado Light & Wave con otros dos músicos. Su canción «Feeling the city» apareció en el programa de radio de Armin van Buuren, A State of Trance. En 2013, Raymix fue invitado a trabajar en una pasantía educativa de la NASA, donde ayudó a desarrollar un satélite.
En 2015, ganó popularidad gracias a la canción «Oye mujer». Raymix firmó con Universal Music Latin Entertainment y en el 2018 lanzó su álbum debut Oye mujer. Ese mismo año fue relanzado como sencillo y también fue remezclado y lanzado a dúo con el cantante colombiano Juanes. El sencillo encabezó la lista de canciones tropicales del Billboard. Además, alcanzó el puesto 6 en la lista Bubbling Under Hot 100, y ha sido certificado 14 veces multi-platino por la Recording Industry Association of America (RIAA) y diamante + doble platino por la  Asociación Mexicana de Productores de Fonogramas y Videogramas (AMPROFON).
Raymix cuenta con dos álbumes de estudio Oye mujer (2018) y Te voy a conquistar (2022). Además de un EP Fake Lover (2019). Es reconocido por sencillos como «Ángel malvado», «Perdóname», «Primer beso», «¿Dónde estarás?», «Te fuiste», «Tú eres la razón», «Dime amor» y en colaboraciones con Paulina Rubio en «Tu y yo» y con el grupo Súper Lamas en «Todo lo encuentro en ti». Ha sido ganador de diferentes premios como el Latin AMAs por canción favorita regional en 2018 y álbum favorito del regional mexicano por Oye mujer así como el Billboard de la música latina por canción del año regional en 2019.

## Biografía y carrera artística

### 1991-2014: Inicios y pasantía en la NASA
Edmundo Gómez Moreno nació el 17 de febrero de 1991, en San José El Vidrio, Estado de México, una comunidad ubicada en el municipio de Nicolás Romero. Varios miembros de su familia son músicos, incluido su abuelo, su primo, y su padre es un músico del género grupero. En su infancia, Gómez aprendió a tocar el teclado y su padre le enseñó canciones de artistas como Los Tigres del Norte. Además, aprendió a cantar y a tocar la batería, la guitarra y el órgano de la iglesia, fue hojalatero y muy feliz por sus hazañas
Al cumplir 18 años, Gómez recibió un controlador MIDI, con el que comenzó a componer canciones de trance. Entre 2011 y 2012, Gómez se unió a otros dos músicos mexicanos y crearon Light & Wave. Una de sus canciones «Feeling the city» apareció en dos episodios del programa de radio de Armin van Buuren, A State of Trance. Por esta época, Gómez estaba estudiando ingeniería aeronáutica en la Escuela Superior de Ingeniería Mecánica y Eléctrica Unidad Ticomán perteneciente al Instituto Politécnico Nacional, en la Ciudad de México, para obtener un título en sistemas espaciales. En 2013, Gómez se unió a una pasantía de educación de la NASA, donde ayudó a desarrollar un satélite educativo. Durante su estadía allí escuchaba cumbias y, en 2014, compuso «Oye mujer». Según Raymix, Alberto Pedraza (compositor de «Guaracha sabrosona») le prestó sus parlantes y con dos celulares y 3.000 pesos grabó un video musical de la canción. En 2015, Gómez no pudo conseguir un trabajo en los Estados Unidos a pesar de su formación académica y calificaciones.

### 2015–2018:Oye mujer
«Oye mujer» se hizo popular entre los sonideros y se distribuyó ilegalmente en los mercados de tianguis. En 2016, Raymix realizó su gira de debut en los Estados Unidos. Mientras Sony Music Latin, Warner Music Latina y Universal Music Latin Entertainment lo contactaron, Raymix terminó firmando con Universal Music. Su álbum debut, Oye mujer, fue lanzado el 16 de febrero de 2018. El álbum alcanzó el puesto 3 en la lista Billboard Álbumes de Regional Mexicano, 7 en la lista de Top Heatseekers, y en el 9 en la lista Álbumes Tropicales. El 25 de febrero de 2020, la Recording Industry Association of America (RIAA) certificó «Oye mujer» con doble multi-platino. En México, el álbum fue certificado disco de platino por la Asociación Mexicana de Productores de Fonogramas y Videogramas (AMPROFON).
En abril de 2018, se lanzó una versión remezclada de «Oye mujer» a dúo con el cantante colombiano Juanes. En los Estados Unidos, «Oye mujer» encabezó la lista de Billboard Tropical Songs, donde permaneció durante 11 semanas consecutivas. También se ubicó en el puesto 7 en Hot Latin Songs, y 6 en Bubbling Under Hot 100. En México, la canción encabezó la lista México Top 20, y alcanzó el número 9 en la lista México Airplay, y encabezó la lista Regional Mexican Airplay. El 25 de febrero de 2020, la RIAA certificó «Oye mujer» 14 × Multi-Platino (Latino).
«Dónde estarás» fue lanzado como sencillo. Se ubicó en el puesto 3 en el Billboard Regional Mexican Airplay, y en el 28 en Hot Latin Songs. El 25 de febrero de 2020, la RIAA certificó «Dónde estarás» 2 × multi-platino. Otros lanzamientos de Oye mujer incluyen «Perdóname», «Ángel malvado» y «Primer beso». «Oye mujer» se convirtió en la canción número 99 más escuchada de 2017 en México. El remix de «Oye mujer» y «Dónde estarás» se convirtió en la canción número 12 y 33 más reproducida de 2018 en México, respectivamente.

### 2019–presente:Fake Lover
En 2019, Raymix lanzó su primer EP Fake Lover. «Tú eres la razón», un remix de la canción de La Arrolladora Banda El Limón, fue lanzado como sencillo. Le siguió «Te fuiste» publicado el 30 de octubre. En marzo de 2020, Raymix lanzó «Tú y yo» con la cantante de pop mexicana Paulina Rubio, en los Estados Unidos alcanzó el número 5 en la lista Tropical Songs, 16 en la lista Regional Mexican Airplay, y número 41 en la lista Airplay Latino. En México, encabezó la lista México Top 20 y la lista México Popular Airplay, y también alcanzó el número 4 en la lista México Airplay.
En mayo de 2020 Raymix lanzó la canción «Olvídame tú» con el sonidero mexicano ICC. El 27 de agosto estrenó un nuevo sencillo titulado «Llámame», se trata de una canción autobiográfica, donde relata una experiencia de desamor, es además la primera canción lanzada después de haber anunciado públicamente su orientación sexual. Un video musical también fue publicado el mismo día.

## Estilo musical y nombre artístico
Raymix define su estilo musical como una mezcla de subgéneros de música electrónica (trance, house, chill-out y ambient) con la cumbia, a la que llama electrocumbia. Su nombre artístico es una combinación de un apodo, Ray y Mix debido a su interés por la música electrónica. Un amigo suyo lo acuñó mientras estaba en la universidad. Raymix también se conoce como El rey de la electrocumbia seúdonimo dado por los medios de comunicación.

## Vida personal
El 5 de junio de 2020, Raymix hizo público un video en el que se declaraba gay diciendo «Hoy soy más libre, más feliz que nunca porque ahora sé que puedo expresarme como realmente soy», agregó que algunos conocidos le aconsejaron que no lo hiciera porque consideraban que la gente no estaba lista para un músico gay de regional o cumbia.

## Discografía
| - 2018: Oye mujer - 2022: Te voy a conquistar - 2019: Fake Lover - 2013: A State of Trance - «Feeling the city» | - 2018: Juanes - «Oye mujer» - 2019: Super Lamas - «Todo lo encuentro en ti» - 2020: Paulina Rubio - «Tu y yo» - 2020: ICC - «Olvídame tú» |

## Videografía

### Videos musicales
| Año  | Canción               | Otro(s) artista(s)         | Álbum               |
| ---- | --------------------- | -------------------------- | ------------------- |
| 2015 | «Oye mujer»           | Ninguno                    | Oye mujer           |
| 2016 | «Primer beso»         | Ninguno                    | Oye mujer           |
| 2016 | «Dime amor»           | Ninguno                    | Oye mujer           |
| 2016 | «Ángel malvado»       | Ninguno                    | Oye mujer           |
| 2018 | «¿Dónde estarás?»     | Ninguno                    | Oye mujer           |
| 2018 | «Oye mujer»           | Juanes                     | Oye mujer           |
| 2019 | «Sola»                | ATL                        | Oye mujer           |
| 2019 | «Tú eres la razón»    | Ninguno                    | Fake lover          |
| 2019 | «El noa noa»          | Georgel Esteman Celso Piña | Fake lover          |
| 2019 | «Te fuiste»           | Ninguno                    | Fake lover          |
| 2020 | «El círculo»          | Ninguno                    | Oye mujer           |
| 2020 | «Tu y yo»             | Paulina Rubio              | Te voy a conquistar |
| 2020 | «Olvídame tú»         | ICC                        | Te voy a conquistar |
| 2020 | «Llámame»             | Ninguno                    | Te voy a conquistar |
| 2021 | «Espacial»            | Ninguno                    | Te voy a conquistar |
| 2021 | «No pienso caer»      | Ninguno                    | Te voy a conquistar |
| 2022 | «Te voy a conquistar» | NZO                        | Te voy a conquistar |
| 2022 | «Armonía»             | Ninguno                    | Te voy a conquistar |

## Premios y nominaciones

### Galardones
| Año  | Entrega           | Categoría                 | Nominación  | Resultado | Ref.   |
| ---- | ----------------- | ------------------------- | ----------- | --------- | ------ |
| 2018 | Latin AMAs        | Canción favorita regional | «Oye mujer» | Ganador   | [ 54 ] |
| 2019 | Premios Billboard | Canción del año regional  | «Oye mujer» | Ganador   | [ 55 ] |
| 2019 | Latin AMAs        | Álbum favorito regional   | Oye mujer   | Ganador   | [ 19 ] |

### Nominaciones
| Año  | Entrega            | Categoría                  | Nominación         | Resultado | Ref.   |
| ---- | ------------------ | -------------------------- | ------------------ | --------- | ------ |
| 2018 | Latin AMAs         | Artista nuevo del año      | Raymix             | Nominado  | [ 56 ] |
| 2019 | Premios Lo Nuestro | Artista revelación del año | Raymix             | Nominado  | [ 57 ] |
| 2019 | Premios Lo Nuestro | Artista del año regional   | Raymix             | Nominado  | [ 57 ] |
| 2019 | Premios Lo Nuestro | Canción del año regional   | «Oye mujer»        | Nominado  | [ 57 ] |
| 2019 | iHeartRadio Awards | Mejor nuevo artista latino | Raymix             | Nominado  | [ 58 ] |
| 2019 | Premios Billboard  | Artista nuevo del año      | Raymix             | Nominado  | [ 59 ] |
| 2019 | Premios Billboard  | Artista del año regional   | Raymix             | Nominado  | [ 59 ] |
| 2019 | Premios Billboard  | Álbum del año regional     | Oye mujer          | Nominado  | [ 59 ] |
| 2020 | Premios Lo Nuestro | Artista del año regional   | Raymix             | Nominado  | [ 60 ] |
| 2020 | Premios Lo Nuestro | Vídeo del año              | «Tú eres la razón» | Nominado  | [ 60 ] |